# Dwoisty Staw Wschodni
Dwoisty Staw Wschodni je ledovcové jezero ve skupině Gąsienicowých Stawů ve Vysokých Tatrách v Polsku. Je jedním ze dvou ples, které tvoří Dwoisty Staw v severní části Doliny Zielone Gąsienicowe, přičemž druhý je Dwoisty Staw Zachodni. Má rozlohu 1,4180 ha a je 195 m dlouhé a 115 m široké. Dosahuje maximální hloubky 9,2 m a objem vody v něm činí 48 100 m³. Leží v nadmořské výšce 1657 m.

## Okolí
Jezero má protáhlý tvar ze severu na jih. Na západě ho pruh kamenů a kosodřeviny odděluje od Dwoisteho Stawu Zachodniho. Východně se nad plesem zvedá hřeben Małeho Kościelce a na jihu se nachází pleso Kurtkowiec. V plese se vyskytuje žábronožka severská. V zimě pleso nezamrzá až do dna a voda stéká po povrchovém ledu, který postupně zapadá.

## Vodní režim
Pleso nemá povrchový přítok. Při vysokém stavu vody ze severozápadního konce odtéká potok, který pokračuje až do Mokre Jamy. Za nízkého vodního stavu se rozpadá na tři části, přičemž dvě menší se oddělují v západní části. Rozměry jezera v průběhu času zachycuje tabulka:
| Rok  | Měření prováděl  | Rozloha ha | Délka m | Šířka m | Hloubka max.m | Objem m³ |
| ---- | ---------------- | ---------- | ------- | ------- | ------------- | -------- |
| —    | WET              | 1,41       | 195     | 115     | 9,2           | —        |
| 2004 | satelitní snímek | 1,355      | —       | —       | —             | —        |
| 2005 | Gregor, Pacl     | 1,4180     | —       | —       | 9,2           | 48 100   |

## Přístup
Pleso není veřejnosti přístupné.